# SN 2004eb
SN 2004eb – supernowa typu II odkryta 29 sierpnia 2004 roku w galaktyce NGC 6387. W momencie odkrycia miała maksymalną jasność 17,10m.